# Julius Theodor Schmidt
Julius Theodor Schmidt (* 6. Juni 1814 in Wurzen; † 25. September 1861 in Newport (Missouri), USA) war ein deutscher Politiker, Mitglied der Frankfurter Nationalversammlung sowie Bürgermeister von Wurzen.

## Leben
Schmidt besuchte die Fürstenschule in Grimma (1827–1834), von 1834 bis 1837 das Gymnasium in Wurzen und studierte im Anschluss Rechtswissenschaften in Leipzig, wo er sich 1834 der Alten Leipziger Burschenschaft anschloss. Ab 1841 war er Gerichtsverwalter, dann bis 1849 Rechtskonsulent in Wurzen. Um 1840 wurde er Mitglied der Stadtverordnetenversammlung in Wurzen, deren Vorsitzender er auch war. Von 1845 bis 1849 war er Bürgermeister in Wurzen. Er wurde 1848 Abgeordneter des Vorparlaments und der Frankfurter Nationalversammlung für den Wahlkreis 5 Königreich Sachsen (Grimma) und gehörte dort der Fraktion Donnersberg an. 1848 wurde er auch Abgeordneter der Zweiten Kammer des Sächsischen Landtags. 1848 bis 1849 war er auch Vorsitzender der Vaterlandsvereins in Wurzen. In Sachsen beteiligte er sich an der Revolution von 1848/49 und wurde Mitglied des Regierungsausschusses zur Durchführung der Befehle der Provisorischen Sächsischen Regierung in Wurzen, weswegen er verhaftet, wegen Hochverrat angeklagt und von 1849 bis 1850 auf der Festung Wurzen inhaftiert wurde. 1850 floh er aus dem Gefängnis über Brüssel und London in die USA, woraufhin er steckbrieflich gesucht und in Abwesenheit zu 15 Jahren Zuchthaus wegen Hochverrats durch das Landgericht Wurzen verurteilt wurde. Seit 1851 lebte er als Farmer in Franklin County und nahm 1861 am amerikanischen Sezessionskrieg teil, wo er verwundet wurde und an den Folgen verstarb.

## Ehrung
In Wurzen gibt es den Bürgermeister-Schmidt-Platz – als Dank und als Erinnerung an das wohl überregional bekannteste Stadtoberhaupt der Stadt.